# Готстаун
Готстаун (англ. Goatstown; ирл. Baile na nGabhar) — пригород в Ирландии, находится в графстве Дун-Лэаре-Ратдаун (провинция Ленстер).